# 大町昭義
大町 昭義（おおまち あきよし、1958年10月17日 - ）は、群馬県出身のプロゴルファーである。元・フォーラムエンジニアリング所属。

## 略歴
師匠は青木功。1981年に日本大学経済学部経済学科を卒業し、1983年にプロテスト合格。1985年には賞金総額で僅か25000円の差で41位となり、シード権を獲得できなかったが、1986年には奮起。海外のハワイパールオープンで68-68-70の安定したプレーを続け、通算206の10アンダー初優勝、賞金7000ドルを獲得。初日、2日目とも4アンダー、最終日はトップの8アンダーで最終組でスタート。正確無比の長打に、各ショットも冴えて3バーディ、1ボギーの70で回り、危なげない優勝であった。2アンダーでスタートした牧野裕は66と素晴らしい追い込みを見せるも大町には2打及ばず、期待された倉本昌弘は7オーバー、羽川豊も9オーバーと振るわなかった。国内に戻ると、静岡オープンで日本ツアー初優勝、自身2勝目を挙げる。この時は、4日間通算2オーバー、254ストロークで並んだ杉原輝雄とのプレーオフを制しての勝利だった。1987年よりアメリカPGAツアーに参戦し、ディポジット・ギャランティー9位、ヒューストン・オープン6位、ウェストチェスタークラシック9位と3度のベスト10入りを記録、翌年のツアーシード権を獲得した。1989年にはミズノオープン、かながわオープンを制し、日本シリーズでは自身唯一の日本タイトルを制覇。大会では中嶋常幸に7打差の4位に付けていたが、最終日を66で回って中嶋に2打差を付ける大逆転で、1987年のデビッド・イシイ（ アメリカ合衆国）以来の初出場初優勝を飾った。1991年の全日空オープンでは最終日に2位に2打差の通算5アンダー、首位でスタート。攻撃的なゴルフで着実にスコアを伸ばし、3バーディー、2ボギーのトータル6アンダーで優勝。若手の川岸良兼に2ストローク差をつけて、自身1年9ヶ月ぶりの日本ツアー5勝目を挙げた。3位はトータル2アンダーで連覇を狙った中嶋が入賞。1998年からは太平洋クラブゴルフアカデミー校長を務め、トーナメント中継の解説などテレビ・雑誌等で活躍し、ジュニアゴルファーの育成にも力を入れていた。

## 主な優勝
※太字は日本タイトル
- 1986年 - ハワイパールオープン、静岡オープン
- 1989年 - ミズノオープン、かながわオープン、日本シリーズ
- 1991年 - 全日空オープン